# Lista de temporadas de tufões no Pacífico

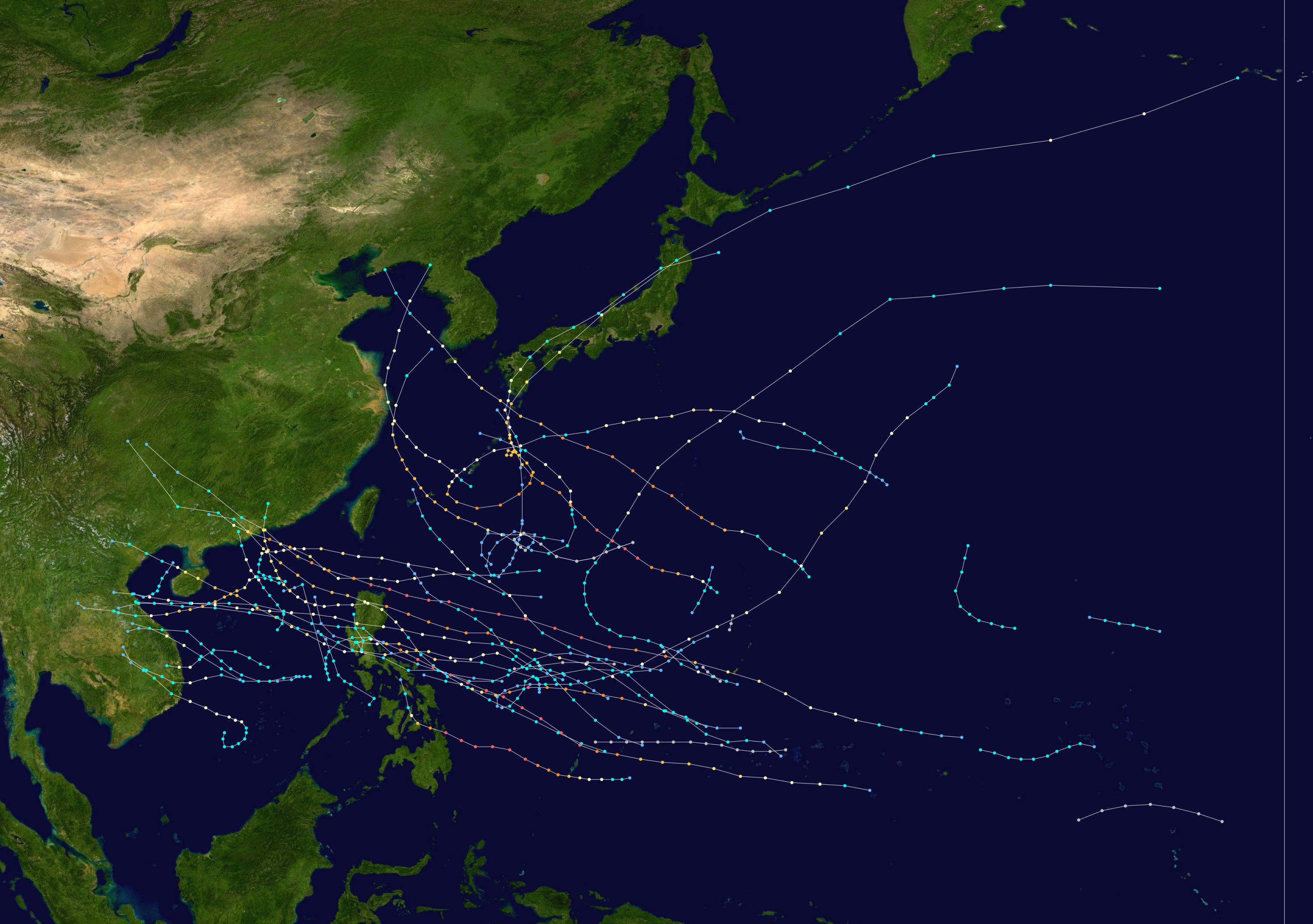
Mapa de trajetórias dos sistemas tropicais da temporada de tufões no Pacífico de 1964, a mais ativa temporada de tufões no Pacífico da história

A temporada de tufões no Pacífico não tem datas de início e término predefinidos, pois a formação de ciclones tropicais (neste caso tufões) pode acontecer a qualquer época do ano. No entanto, a formação dos tufões ocorre de forma mais frequente entre Abril e Dezembro, com pico de atividade no final de Agosto e começo de Setembro, sendo que o pico de inatividade ocorre em Fevereiro. A temporada de tufões no Pacífico ocorre sem datas definidas no Oceano Pacífico, à oeste da Linha Internacional de Data e ao norte da linha do Equador. Os sistemas tropicais no Pacífico noroeste a oeste da Linha Internacional de Data são monitorados pelo Centro Meteorológico Regional Especializado em Tóquio, Japão, que é controlado pela Agência Meteorológica do Japão. Segundo a Universidade da Cidade de Hong Kong, o número médio de sistemas tropicais dotadas de nome é de 27, sendo que 17 alcançam a intensidade de tufão.
Abaixo se segue uma lista de temporadas de tufões no Pacífico:

## 1945 a 2000
A coleta de dados dos sistemas tropicais no Atlântico começou em 1945, embora haja registros anteriores. No entanto, os registros mais confiáveis datam somente após 1961, quando começou a era dos satélites meteorológicos; antes disso, um sistema tropical somente era detectado se atingisse um navio ou uma área povoada.
| 1945 1946 1947 1948 1949 1950 | 1951 1952 1953 1954 1955 1956 1957 1958 1959 1960 | 1961 1962 1963 1964 1965 1966 1967 1968 1969 1970 | 1971 1972 1973 1974 1975 1976 1977 1978 1979 1980 | 1981 1982 1983 1984 1985 1986 1987 1988 1989 1990 | 1991 1992 1993 1994 1995 1996 1997 1998 1999 2000 |

## Após 2000
- 2001
- 2002
- 2003
- 2004
- 2005
- 2006
- 2007
- 2008
- 2009